# 귀르칸 우이군
귀르칸 우이군(튀르키예어: Gürkan Uygun, 1974년 5월 27일~)은 튀르키예의 배우이다.

## 작품 목록

### 영화
- 텔링 테일즈(2015년)
- 자매의 사랑(2014년)
- 아 위 오케이?(2013년)
- 뮤트(2013년)
- 지상최대전투:갈리폴리(2013년) - 무신 역
- 밸리 오브 더 울프: 팔레스타인(2011년)
- 늑대들의 계곡 이라크(2006년) - 메마티 위건 역
- 크래쉬(2005년)